# Megaselia kolana
Megaselia kolana är en tvåvingeart som beskrevs av Schmitz 1928. Megaselia kolana ingår i släktet Megaselia och familjen puckelflugor. Inga underarter finns listade i Catalogue of Life.